# Шен (Ардени)
Шен (фр. Chesne) је насељено место у Француској у региону Шампањ-Арден, у департману Ардени.
По подацима из 2011. године у општини је живело 968 становника, а густина насељености је износила 40,55 становника/km².

## Демографија
| 1962. | 1968. | 1975. | 1982. | 1990. | 2011. |
| ----- | ----- | ----- | ----- | ----- | ----- |
| 1.078 | 1.132 | 1.047 | 1.041 | 974   | 968   |